# Sporobolus confinis
Sporobolus confinis är en gräsart som först beskrevs av Ernst Gottlieb von Steudel, och fick sitt nu gällande namn av Emilio Chiovenda. Sporobolus confinis ingår i släktet droppgräs, och familjen gräs. Inga underarter finns listade i Catalogue of Life.